# Creggan
Creggan (del gaélico irlandés: An Creagán «lugar pedregoso») es una urbanización grande al oeste de la ciudad norirlandesa de Derry. Está situada en la orilla occidental del río Foyle y está cerca de la frontera con el condado irlandés de Donegal. La urbanización fue construida especialmente para los católicos de la ciudad, que son la mayoría.
En el censo de 2001 Creggan fue recordado en dos partes, Creggan Central (3.504 habitantes) y Creggan South (Sur) (2.453), con un total de 5.957 habitantes. Cada parte tiene más que 98,5% de su población como católico y menos que 1% como protestante. De los 582 barrios en Irlanda del Norte, Creggan Central es el 11º y Creggan South es el 15º más deprivado.
Hay una pintura mural en la urbanización que es dedicado a los Juegos Olímpicos de Múnich 1972. Liam Ball, un nadador, compitió para Irlanda en la braza de pecho de 100 y 200 metros en 1972 y 1968 en México.